# James Crawford (juriste)
James Richard Crawford, (14 novembre 1948 – 31 mai 2021) est un universitaire et juriste australien dans le domaine du droit international public. Il est juge à la Cour internationale de justice de février 2015 jusqu'à son décès en 2021. De 1990 à 1992 Crawford est doyen de la faculté de droit de Sydney, où il est également professeur Challis de droit international de 1986 à 1992. De 1992 à 2014, il est professeur Whewell de droit international à l'Université de Cambridge et chercheur en droit au Jesus College de Cambridge. Il est auparavant directeur du Lauterpacht Centre for International Law, également à Cambridge.

## Jeunesse et éducation
Né à Adélaïde en Australie du Sud en 1948, Crawford fréquente l'école secondaire de Brighton et l'Université d'Adélaïde en tant qu'étudiant de premier cycle, obtenant son baccalauréat en droit avec mention en 1971 et un baccalauréat ès arts (spécialisation en histoire et politique anglaises) la même année. Durant ses études à l'Université d'Adélaïde, il découvre le droit international grâce au cours de premier cycle dispensé par D. P. O'Connell, qui est plus tard nommé professeur Chichele de droit international à l'Université d'Oxford. Crawford suit ensuite O'Connell à Oxford, à l'University College et termine son doctorat sur la création d'États en droit international sous la supervision d'Ian Brownlie, obtenant son diplôme en 1977.

## Carrière

### Carrière universitaire
Après Oxford, Crawford retourne à l'Université d'Adélaïde en 1977, où il enseigne le droit international et le droit constitutionnel, et obtient une chaire personnelle en 1983. En 1982, il accepte un poste à la Commission australienne de réforme du droit et y siège jusqu'en 1984, année où il produit une série de rapports sur des sujets tels que la reconnaissance du droit coutumier autochtone, l'immunité souveraine et la réforme, le rapatriement et la fédéralisation du droit et de la juridiction de l'amirauté. Il reste à Adélaïde jusqu'en 1986, date à laquelle il est nommé professeur Challis de droit international à l'Université de Sydney. Il est doyen de la Faculté de droit de 1990 à 1992.
En 1985, Crawford est élu membre associé de l'Institut de Droit International (la plus jeune élection des temps modernes) et est élevé au rang de membre à part entière en 1991.
En 1992, Crawford est élu à la chaire Whewell de droit international à l'Université de Cambridge. Son homologue en tant que professeur Chichele à Oxford est son directeur de doctorat Ian Brownlie. Cette année-là, Crawford est également élu membre de la Commission du droit international des Nations Unies (« CDI »). Il est rapporteur spécial sur la responsabilité des États de 1997 à 2001 et est également responsable de l'élaboration du projet de statut de la CDI pour une Cour pénale internationale.
En 1996, Crawford prend la direction du Lauterpacht Centre for International Law à Cambridge, où il exerce ses fonctions de 1997 à 2003, puis de 2006 à 2010. Depuis 2003, il est membre du Curatorium de l'Académie de droit international de La Haye. En 2000, il est élu membre de la British Academy (FBA).

### Carrière professionnelle
Crawford est admis à exercer en tant qu'avocat et solliciteur auprès de la Haute Cour d'Australie en 1977 et est admis au barreau de la Nouvelle-Galles du Sud en 1987. Il est nommé conseiller juridique principal en 1997.
Après son déménagement à Cambridge, Crawford est admis au barreau anglais en 1999 en tant que membre de Gray's Inn et est membre fondateur de Matrix Chambers.
Crawford bâtit une importante pratique internationale. Il est engagé comme conseil dans 23 affaires devant la Cour internationale de Justice et intervient comme avocat pour diverses parties intéressées dans les avis consultatifs suivants de la CIJ.
En plus de ses comparutions devant la CIJ, Crawford comparait également devant un large éventail d’autres tribunaux et cours internationaux. Il est avocat pour l'Australie devant le Tribunal international du droit de la mer et le tribunal ad hoc convoqué en vertu de l'annexe VII de la Convention des Nations unies sur le droit de la mer dans les affaires du thon rouge du Sud, est avocat pour l'Érythrée devant la Commission de délimitation des frontières entre l'Érythrée et l'Éthiopie et avocat pour le Soudan dans le différend d'Abyei pour déterminer si Abyei devait faire partie du Soudan du Nord ou de la zone qui devient le Soudan du Sud en 2011. Il est également l'avocat de la Chine devant l'Organe de règlement des différends de l'Organisation mondiale du commerce dans l'affaire antidumping définitive des États-Unis.
Crawford développe une pratique substantielle en tant qu'arbitre international et se forge une réputation particulière dans les différends entre investisseurs et États gérés par le Centre international pour le règlement des différends relatifs aux investissements (« CIRDI ») et dans les questions relatives au droit de la mer, en particulier la délimitation des frontières maritimes.
En octobre 2012, Crawford est nommé pour l'élection au poste de juge à la Cour internationale de Justice, avec le soutien du gouvernement australien. En novembre 2014, il est élu juge à la CIJ avec une majorité absolue des voix de l'Assemblée générale et du Conseil de sécurité des Nations Unies, et commence son mandat en 2015.
Crawford est nommé Compagnon (AC) de la Division générale de l'Ordre d'Australie le 10 juin 2013.
James Crawford est décédé en 2021 après une longue maladie, ce qui provoque une vacance au sein de la Cour internationale de Justice. Il est remplacé par Hilary Charlesworth.

## Publications
- James Crawford, Chance, Order, Change: The Course of International Law (Brill/Nijhoff 2014).
- James Crawford, State Responsibility (CUP 2013).
- James Crawford (éd.), Brownlie's Principles of Public International Law (OUP 2012).
- James Crawford et Martti Koskenniemi (éd.), he Cambridge Companion to International Law (CUP 2012).
- James Crawford, Alain Pellet et Simon Olleson (éd.), The Law of International Responsibility (OUP 2010).
- James Crawford, The Creation of States in International Law (2e édition, OUP 2006).
- James Crawford, R Doak Bishop et W Michael Reisman, Foreign Investment Disputes. Cases, Materials and Commentary (Kluwer 2005).
- James Crawford et Brian Opeskin, Australian Courts of Law (4e édition, OUP 2004).
- James Crawford, International Law as an Open System. Selected Essays (Cameron mai 2002).
- James Crawford, The International Law Commission's Articles on State Responsibility: Introduction, Text and Commentaries (CUP 2002).
- James Crawford et Philip Alston, The Future of UN Human Rights Treaty Monitoring (CUP 2000).
- James Crawford (éd.), The Rights of Peoples (OUP 1988).
- James Crawford, The Creation of States in International Law (OUP 1979) (adaptation de la thèse de doctorat).